# Hagye (metropolitana di Seul)
Hagye (하계역 - 下溪驛, Hagye-yeok ) è una stazione della metropolitana di Seul servita dalla linea 7 della metropolitana di Seul. Si trova nel quartiere di Nowon-gu, a nord-est rispetto al centro della città.

## Linee
● Linea 7 (Codice: 715)

## Struttura
La stazione è sotterranea, e possiede un marciapiede a isola con due binari passanti con porte di banchina a piena altezza. In totale le uscite in superficie sono 6.
| Direzione Jangam            | ● Linea 7 | per Nowon e Jangam                                                  |
| Direzione Bupyeong-gucheong | ● Linea 7 | per Sangbong, Gunja, Express Bus Terminal, Onsu e Bupyeong-gucheong |

## Stazioni adiacenti
| «       | Servizio | »         |
| Linea 7 | Linea 7  | Linea 7   |
| ------- | -------- | --------- |
| Junggye | -        | Gongneung |